# شهرستان رندولف (آرکانزاس)
شهرستان رندولف، آرکانزاس (به انگلیسی: Randolph County, Arkansas) شهرستانی در ایالات متحده آمریکا است که در آرکانزاس واقع شده‌است.

## خصوصیات
شهرستان رندولف ۱٬۶۹۹٫۰۴ کیلومترمربع مساحت دارد.